# Slobodan Boškan
Slobodan Boškan, (srp. Слободан Бошкан, Novi Sad, 8. kolovoza 1975.) umirovljeni je srbijanski odbojkaški reprezentativac. Igrao je na poziciji primača. Najveći uspjeh s reprezentacijom ostvario je na Olimpijskim igrama u Sydneyu 2000, kada je Srbija postala olimpijski prvak. 

## Klubovi
- 1995. – 1999.  OK Vojvodina
- 1999. – 2000.  Olympiacos
- 2000. – 2002.  Trentino
- 2002. – 2003.  Toures
- 2003. – 2004.  OK Vojvodina
- 2008.  Ankara
- 2008. – 2011.  Budvanska Rivijera Budva